# Caniles
Caniles – gmina w Hiszpanii, w prowincji Grenada, w Andaluzji, o powierzchni 216,75 km². W 2011 roku gmina liczyła 4755 mieszkańców.
Gmina składa się z dziesięciu ośrodków ludności lub aneksów: Balax, El Francés, El Pertiguero, La Jauca, Las Molineras, Los Gallardos, Los Olmos, Cantarranas, Rejano i Valcabra.